# Kingsteignton
Kingsteignton – miasto w Anglii, w hrabstwie Devon, w dystrykcie Teignbridge. Leży 20 km na południe od miasta Exeter i 266 km na południowy zachód od Londynu. W 2001 miasto liczyło 10 615 mieszkańców.